# 올랭피크 리옹 페미닌

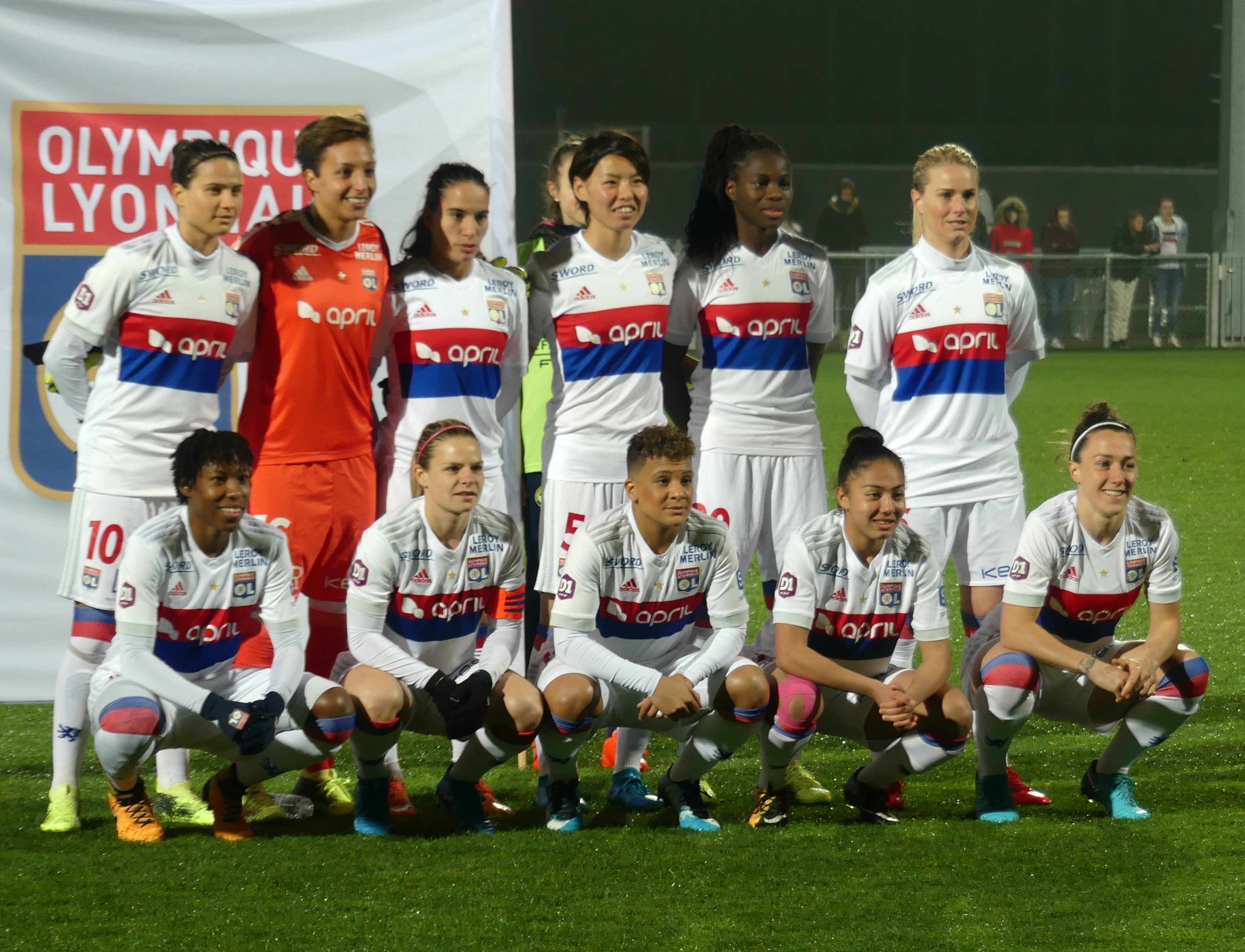

올랭피크 리옹 페미닌(프랑스어: Olympique Lyonnais Féminines 올랭피크 리요네 페미닌[*])은 프랑스 리옹을 연고로 하는 여자 축구 클럽이다. 1970년에 FC 리옹(FC Lyon) 산하 여자 축구 클럽으로 창설되었으며 2004년에 올랭피크 리옹 산하 여자 축구 클럽으로 개편되었다. 현재는 프랑스 여자 축구의 최상위 리그인 디비지옹 1 페미닌(Division 1 Féminine)에 참여하고 있다.

## 성적

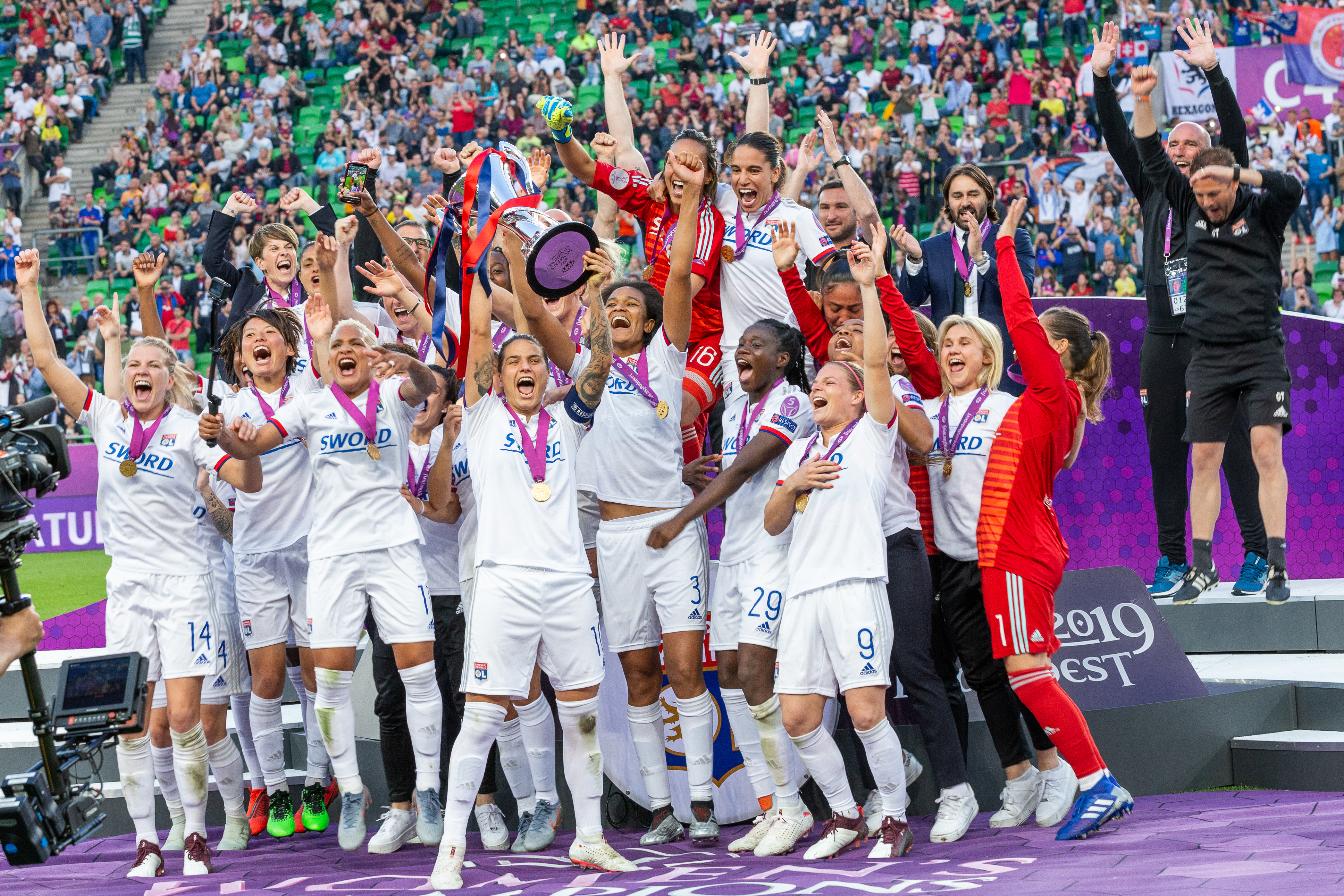
2019년에 열린 UEFA 여자 챔피언스리그 결승전 우승 세리머니

- 디비지옹 1 페미닌: 15회 우승 (2006-07, 2007-08, 2008-09, 2009-10, 2010-11, 2011-12, 2012-13, 2013-14, 2014-15, 2015-16, 2016-17, 2017-18, 2018-19, 2019-20, 2021-22)
- 쿠프 드 프랑스 페미닌: 10회 우승 (2008, 2012, 2013, 2014, 2015, 2016, 2017, 2019, 2020)
- UEFA 여자 챔피언스리그: 8회 우승 (2010-11, 2011-12, 2015-16, 2016-17, 2017-18, 2018-19, 2019-20, 2021-22), 2회 준우승 (2009-10, 2012-13)

## 역대 감독
| 감독              | 임기        |
| ----------------- | ----------- |
| 레날 페드로스     | 2017 ~ 2019 |
| 소니아 봉파스토르 | 2021 ~ 2024 |

## 같이 보기
- 디비지옹 1 페미닌
- 올랭피크 리옹